# Hôtel Savaron
L'hôtel Savaron est un hôtel particulier du XVIe siècle, de style gothique flamboyant, situé rue des Chaussetiers à Clermont-Ferrand. Son rez-de-chaussée est actuellement occupé par un restaurant.
L'édifice est classé au titre des monuments historiques par arrêté du 6 décembre 1927.

## Historique
Hugues Savaron, conseiller du roi François Ier, deuxième consul de Clermont, et son épouse Françoise Terrisse font construire l'hôtel Savaron en 1513. Cette date figure sur le cul-de-lampe de la galerie extérieure du premier étage.

### La famille Savaron
Outre son intérêt architectural, l'hôtel Savaron rappelle l'existence d'une famille intimement liée à l'histoire de Clermont pendant les XVIe et XVIIe siècles, en particulier dans la personne d'un petit-fils d'Hugues, Jean Savaron, magistrat, jurisconsulte et historien qui tint un rôle important lors des États généraux de 1614.

## Description architecturale

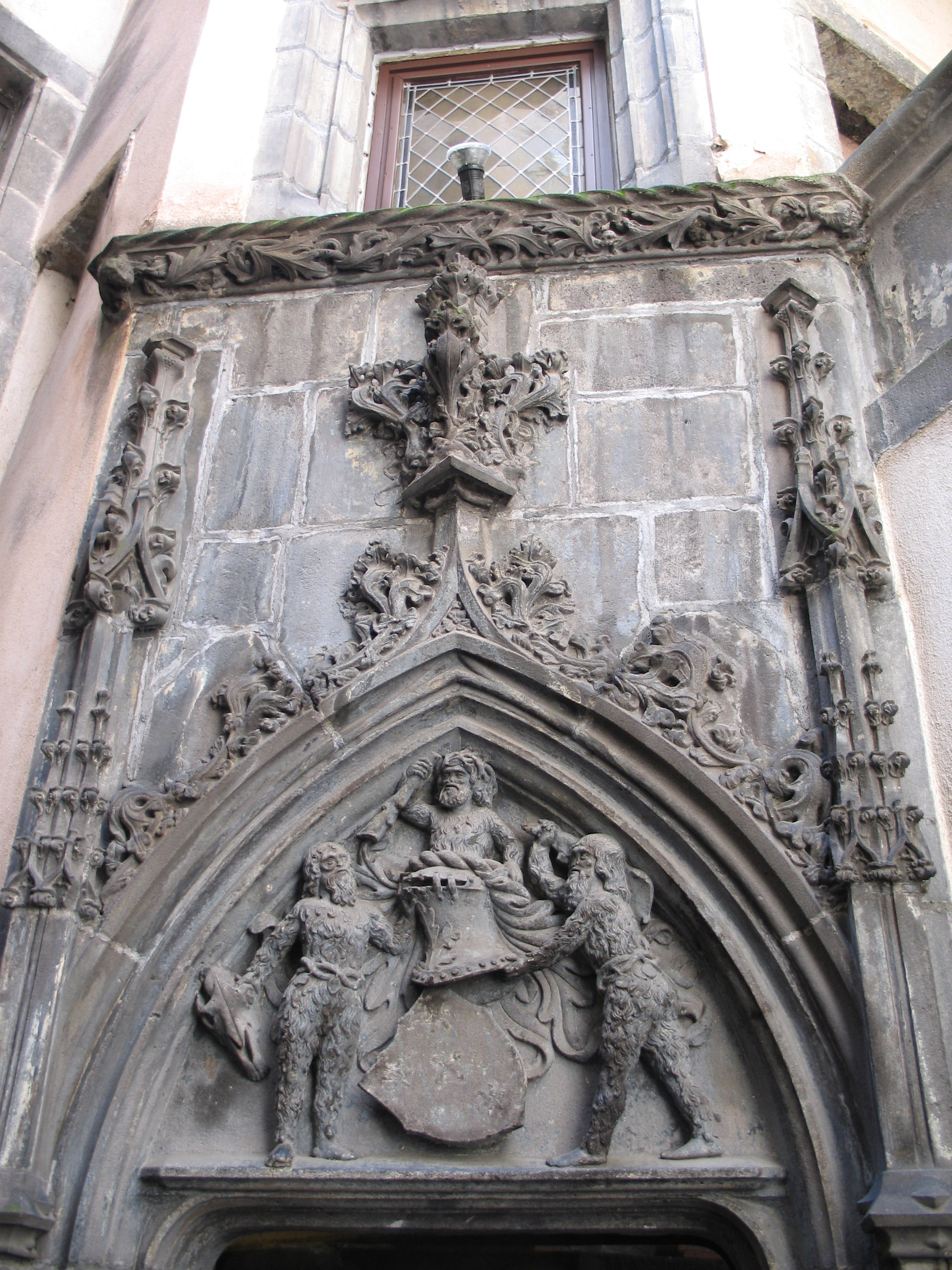
Tympan aux sauvages.

Suivant les habitudes de l'époque et le parcellaire rectangulaire, l'hôtel se compose de deux corps de logis sur cour intérieure. Le premier corps de logis donne sur la rue, le second sur la cour, reliés l'un à l'autre par des galeries superposées. Un escalier à vis inscrit dans une tourelle dessert les différents étages. La tourelle d'escalier desservant les étages s'ouvre par une porte surmontée d'un remarquable linteau ogival décoré de trois hommes sauvages, portant un heaume et un écu armorié de la famille Savaron, martelé à la Révolution. Ces motifs, mis à la mode par la découverte des Amériques, restent inclus dans un décor de style gothique flamboyant méridional, très fidèle à la tradition médiévale.
Si la façade sur rue semble austère, la cour reçoit une riche décoration : voûte à clés pendantes, porte ouvragée de la tourelle. Cette dernière, de structure gothique, comporte des chambranles à moulures prismatiques, un gâble en accolade accosté de pinacles, ornementés de crochets et de feuilles de chou.
La présence au rez-de-chaussée de locaux voûtés destinés au commerce rappelle les origines marchandes des Savaron (Hugues Savaron était marchand drapier). Les initiales d'Hugues Savaron et de Françoise Terisse, son épouse (HTSF) figurent sur la clé de voûte de la première des galeries ouvertes, mettant en communication les deux corps de logis. On retrouve la date de construction 1513 sur le cul-de-lampe de cette galerie, dissimulée dans une frise végétale.